# Guzel Urazova
Guzel Urazova (in russo cirillico Гузель Уразова; in tataro cirillico Гүзәл Уразова; Barda, 8 gennaio 1982) è una cantante e musicista russa, di lingua tatara e russa.

## Biografia
Nata a Barda nel Territorio di Perm' da famiglia medio-borghese, fin da bambina dimostra interesse per molte attività: canto, ballo, danza, sport (soprattutto tennis), con il tempo dimostra molto più interesse verso il canto e la musica, iscrivendosi dapprima all'Accademia di Kazan', esercitandosi anche nel pianoforte. i suoi insegnanti rimangono stupiti dalla bravura. A 17 anni (1999) è una tra i più giovani talenti emergenti pop in lingua tartara e russa. Intanto Un anno dopo, Guzel si iscrive all'Università di Mosca alla facoltà di Economia, Statistica ed Informatica. Dopo la laurea fu ammessa all'Istituto di formazione nell'ambito del Presidente della Repubblica federativa del Tatarstan, nel dipartimento Dipartimento della Pubblica Amministrazione. Molto conosciuta in Russia, è stata nel corso dei vari Eurovision Song Contest come cantante pop in lingua tatara e russa.
Da qualche anno ha iniziato tournée anche al di fuori della Russia.